# Гуминьский, Владислав Элиодор
Владислав Элиодор Гуминьский (пол. Władysław Heliodor Gumiński; 1822—1823, Варшава — 1898, там же) — польский живописец, график, реставратор и литограф. Педагог.

## Биография

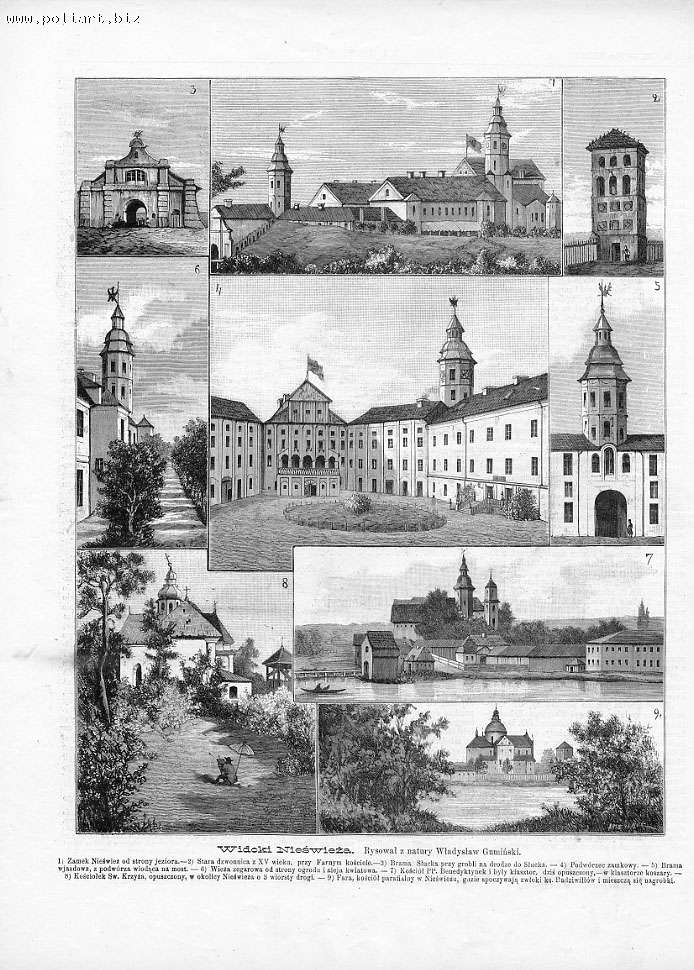
Виды Несвижа

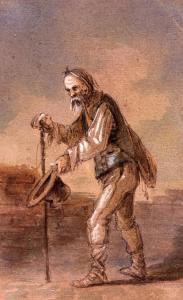
«Итальянский нищий»

Обучался у Яна Феликса Пиварского и в частной школе живописи и рисунка Александра Кокуляра, позже учился живописи в Вене.
После завершения учёбы совершил поездку по Италии, Швейцарии, Франции и Германии. Вернувшись на родину, поселился в Варшаве, где организовал реставрационную мастерскую.
Считался одним из самых талантливых реставраторов своего времени. Принимал активное участие в художественной жизни польской столицы. В 1860—1887 годах регулярно выставлял свои работы на художественных выставках в Варшаве.
В. Гуминьский — один из пионеров живописи на открытом воздухе в Польше.
Преподавал рисование в школах Варшавы.
Его работы показывают влияние первого учителя Яна Феликса Пиварского.
Похоронен на варшавском кладбище Старые Повонзки.